# Good Karma
Good Karma je desáté studiové album švédské skupiny Roxette. Vyšlo 3. června 2016.

## Seznam skladeb
| Pořadí | Název                           | Délka |
| ------ | ------------------------------- | ----- |
| 1.     | Why Dontcha?                    | 2:45  |
| 2.     | It Just Happens                 | 3:46  |
| 3.     | Good Karma                      | 3:19  |
| 4.     | This One                        | 3:11  |
| 5.     | You Make It Sound So Simple     | 3:42  |
| 6.     | From a Distance                 | 3:30  |
| 7.     | Some Other Summer               | 3:08  |
| 8.     | Why Don’t You Bring Me Flowers? | 3:32  |
| 9.     | You Can’t Do This to Me Anymore | 3:50  |
| 10.    | 20 bpm                          | 3:48  |
| 11.    | April Clouds                    | 3:29  |